# Platymetopius hopponis
Platymetopius hopponis är en insektsart som beskrevs av Matsumura 1914. Platymetopius hopponis ingår i släktet Platymetopius och familjen dvärgstritar. Inga underarter finns listade i Catalogue of Life.